# Jodie Foster
Alicia Christian »Jodie« Foster, ameriška filmska in televizijska igralka, producentka, režiserka * 19. november 1962, Los Angeles, Kalifornija, ZDA.
Jodie Foster je z igranjem pričela pri treh letih, ko zaigrala v nekem oglasu, zaslovela pa je leta 1976 s filmom Taksist. V filmu je zaigrala prostitutko v zgodnjih najstniških letih, Iris, za to vlogo pa si je prislužila nominacijo za oskarja v kategoriji za »najboljšo stransko igralko«. Istega leta je zaigrala v kultnem filmu The Little Girl Who Lives Down the Lane. Leta 1989 je prejela oskarja za upodobitev ženske, ki je preživela posilstvo, v filmu Obtožena. Leta 1991 je v filmu Ko jagenjčki obmolknejo zaigrala nadarjeno FBI pripravnico Clarice Starling, ki postane asistentka v lovu na serijskega morilca. Z nastopom je pritegnila veliko pozornosti javnosti in si prislužila svojega drugega oskarja v kategoriji za »najboljšo igralko«. Ko je zaigrala v filmu Nell – divja ženska (1994), je bila že četrtič nominirana za oskarja. Ostali popularnejši filmi, v katerih je zaigrala, so tudi Maverick (1994), Stik (1997), Soba za paniko (2002), Pogrešana na letalu (2005), Insajder (2006), Neustrašna (2007) in Otok male Nim (2008).
Zvrst njenih filmov je različna, saj je snemala tako družinske filme kot grozljivke. Poleg dveh oskarjev je bila Jodie Foster nagrajena tudi s tremi nagradami BAFTA, dvema zlatima globusoma, nagrado Screen Actors Guild in nagrado People's Choice Award ter bila nominirana za dva emmyja.

## Zgodnje življenje
Alicia Christian Foster se je rodila v Los Angelesu, Kalifornija, Združene države Amerike kot hči mame Evelyn »Brandy« Elle (rojena Almond) in Luciusa Fisherja Fosterja III. Njen oče, ki je bil takrat zaposlen kot podpolkovnik pri vojnem letalstvu Združenih držav Amerike, kasneje pa je postal nepremičninski posrednik, je prihajal iz bogate družine in je njeno mamo zapustil, še preden se je Jodie Foster sploh rodila. Evelyn je hčerko preživljala tako, da je delala kot filmska producentka. Potem, ko se je že kot otrok pojavila v mnogih reklamah, je zaigrala v oddaji The Doris Day Show. Svoj prvi film, Menace on the Mountain, je posnela leta 1970, temu pa so sledili različni Disneyjevi projekti.
Jodie Foster se je šolala na pripravniški šoli Lycée Français de Los Angeles, kjer je pouk potekal v francoščini. Šolo je končala leta 1980 in bila je zadolžena za zaključni govor na zaključni prireditvi. Kot najstnica je nekaj časa živela in delala v Franciji in jezik še vedno govori tekoče, brez naglasa. Kasneje se je šolala na univerzi Yale ter na kolidžu Calhoun. Diplomirala je kot magna cum laude, in sicer leta 1985 iz književnosti. Ob rednem študiju bi sicer diplomirala že leta 1984, vendar je zaradi streljanja Johna Hinckleyja, ml. na takratnega predsednika Ronalda Reagana, ob katerem je Jodie Foster s strani javnosti dobivala neželeno škodljivo pozornost za en semester opustila šolanje na univerzi Yale. Kasneje je za svojo almo mater leta 1994 pripravila govor, leta 1997 pa je preko šolanja na univerzi prejela celo doktorat.
V tekoči francoščini je Jodie Foster posodila glas večini svojih likov v filmih, sinhroniziranih v francoščino. Leta 2004 je zaigrala v manjši vlogi v francoskem filmu Zelo dolga zaroka. Razume tudi nemščino in zna govoriti italijansko, španski.

## Kariera

### Otroška zvezda
Jodie Foster je, še preden se je pričela šolati na kolidžu, že sodelovala v skoraj petdesetih filmskih in televizijskih projektih. Pričela je že s tremi leti, ko je zaigrala v reklami za brand Coppertone, kot televizijska igralka pa je prvič zaigrala v epizodi televizijske serije Mayberry R.F.D. leta 1968. Njena menedžerka je postala njena mama. Leta 1969 se je pojavila v epizodi televizijske serije Gunsmoke, kjer pa je zaigrala pod imenom »Jody Foster«. Leta 1970 je kot »Jodi Foster« zaigrala v filmu Daniel Boone in kot »Jodie Foster« v filmu Adam-12. Čeprav ne prav pogosto se je od časa do časa pojavljala v televizijski seriji The Courtship of Eddie's Father kot Eddiejeva prijateljica Joey Kelly. Njen filmski prvenec je bil televizijski film Menace on the Mountain iz leta 1970, kasneje pa je leta 1976 kot Tallulah zaigrala v filmu Bugsy Malone. Kot otrok je Jodie Foster večkrat zaigrala v raznih Disneyjevih filmih, vključno s filmoma Napoleon in Samantha (1972) in One Little Indian (1973), in z igranjem v Disneyjevih projektih je nadaljevala tudi v zgodnjih najstniških letih. Pojavila se je v epizodi televizijske serije The Partridge Family, naslovljeni kot »The Eleven-Year Itch«, poleg Christopherja Connellyja leta 1974 zaigrala v televizijski seriji Paper Moon ter poleg Martina Sheena leta 1976 zaigrala v kultnem televizijskem filmu The Little Girl Who Lives Down the Lane. Kot najstnica se je Jodie Foster kot pevka večkrat pojavila na francoski pop glasbeni sceni. Ko je kot otroška igralka komentirala svoja leta, ki jih je opisala kot »čas igralske kariere«, je Jodie Foster dejala, da »mi je bilo že zelo kmalu jasno, da se bom morala boriti za svoje življenje in da če se ne bom, se bo moje življenje uničilo in ne bo več moje.« Pri štirinajstih je vodila oddajo Saturday Night Live in tako postala najmlajša oseba, kar jih je kdaj vodilo to oddajo; kasneje je ta naziv prevzela Drew Barrymore, ki je oddajo vodila pri sedmih letih. Dejala je:
Mislim, da vsi, ko pogledamo nazaj v naše otroštvo, o vsem skupaj razmišljamo, kot da bi šlo za nekoga drugega. Ampak imela sem veliko srečo, da sem bila tam v sedemdesetih in da sem snemala filme v sedemdesetih z mnogimi pomembnimi ustvarjalci filmov - to je bil zame najvznemerljivejši čas v ameriškem filmu. Od nekaterih zelo zanimivih ustvarjalcev sem se naučila veliko - in naučila sem se veliko o poslovanju pri takšni starosti, saj sem bila zaradi neznanega razloga na to zelo pozorna; to je bilo pri moji karieri na nek način neprecenljivo.
Jodie Foster je svoj neuradni glasbeni prvenec izdala leta 1977 v Franciji: to sta bila dva singla, in sicer pesem »Je T'attends Depuis la Nuit des Temps« s pesmijo »La Vie C'est Chouette« v ozadju in pesem »When I Looked at Your Face« s pesmijo »La Vie C'est Chouette« v ozadju. Stran A je vsebovala pesmi, zapete v angleščini, stran B pa pesmi, zapete v francoščini in angleščini. Ti trije posnetki so bili vključeni v soundtrack njenega francoskega filma, Moi, fleur bleue.
Jodie Foster je leta 1976 zaigrala v treh filmih: Taksist, Bugsy Malone in Freaky Friday. Za svoj nastop v filmu Taksist je bila nominirana za oskarja v kategoriji za »najboljšo stransko igralko«. Leta 1977 je prejela dve nagradi Britanske filmske akademije: nagrado v kategoriji za »najboljšega novinca« in nagrado v kategoriji za »najboljšo stransko igralko«, obe za filma Bugsy Malone poleg Scotta Baia in Takist poleg Roberta De Nira. Prejela je tudi zlati globus v kategoriji za »najboljšo igralko - Filmski muzikal ali komedija« za svoj nastop v filmu Freaky Friday. Kot najstnica je zaigrala v Disneyjevem avanturističnem filmu Candleshoe (1977) in v najstniškem filmu Foxes (1980).

### Poskus atentata na Ronalda Reagana
John Hinckley, ml. je postal obseden z Jodie Foster po tem, ko si je neštetokrat ogledal film Taksist  ter jo zasledoval med šolanjem na univerzi Yale, ji pošiljal ljubezenska pisma, ki jih je puščal v poštnem nabiralniku njenega kampusa, in se celo pogovarjal z njo preko telefona. 30. marca 1981 je poskušal ubiti ameriškega predsednika Ronalda Reagana (pri tem je ustrelil in ranil Reagana ter še tri druge ljudi) in trdil, da je s tem nameraval narediti vtis na Jodie Foster, ki je takrat obiskovala prvi letnik univerze Yale. Mediji so aprila okupirali kampus univerze Yale »kot konjeniška invazija« in ji neusmiljeno sledili. Leta 1982 so jo poklicali na pričanje proti Hinckleyju. Po tem, ko se je na prvo vprašanje odzvala z besedami »Z Johnom Hinckleyjem sploh nimam razmerja«, naj bi vanjo vrgel pisalo in zavpil: »Te bom že dobil, Fosterjeva!«
Na Yaleu ji je sledil še en moški, Edward Richardson, ki jo je nameraval ustreliti, vendar si je nazadnje premislil, saj naj bi bila »preveč lepa.« Zaradi tega se je Jodie Foster v kampusu počutila neprijetno, v tistem času je celo zavračala intervjuje, v katerih je bilo ime Johna Hinckleyja, ml. samo omenjeno. Leta 1991 je prekinila intervju v NBC-jevi oddaji Today Show, saj je izvedela, da bodo v predstavitvi omenili tudi Hinckleyja. Njena edina reakcija na vse skupaj je bila kasnejša tiskovna konferenca in članek z naslovom »Zakaj jaz?«, objavljen decembra 1982 v reviji Esquire. V članku je zapisala, da se je »ponovno zaljubila v igranje« po vrnitvi na delo na snemanje filma Svengali s Petrom O'Tooleom, po tem, ko se ji je po poskusu umora zamajala samozavest. Leta 1999 je s Charlie Rose govorila o izkušnji v oddaji 60 Minutes II.

### Kariera v odraslih letih
Za razliko od drugih otroških zvezdnikov, kot sta Shirley Temple ali Tatum O'Neal, se je Jodie Foster iz otroške zvezdnice uspešno spremenila v odraslo igralko, vendar vse skupaj ni šlo brez manjših težav, saj so bili nekateri filmi v začetku odrasle kariere finančno neuspešni. To so bili tudi filmi The Hotel New Hampshire, Five Corners in Stealing Home. Kasneje je odšla na avdicijo za vlogo v filmu Obtožena. Prejela je svoj prvi zlati globus, prvega oskarja in prvo nominacijo za nagrado BAFTA Award kot najboljša igralka za svojo upodobitev ženske, ki je preživela posilstvo. Kot FBI-jeva pripravnica Clarice Starling je leta 1991 zaigrala v grozljivki Ko jagenjčki obmolknejo, za katerega je bila nagrajena s svojim drugim oskarjem, drugim zlatim globusom in prvo nagrado BAFTA Award v kategoriji za »najboljšo igralko«. Ta uspešni film je označeval preboj v njeni karieri, saj je samo od predvajanja v kinematografih zaslužil skoraj 273 milijonov $ ter tako postal njen takrat najbolje prodajani film.
Leta 1991 je Jodie Foster prvič režirala, in sicer film Mali mož Tate, ki so ga filmski kritiki v glavnem tudi hvalili. To je bila drama o čudežnem otroku, v katerem je tudi igrala, in sicer kot otrokova mati. Režirala je tudi črno komedijo Home for the Holidays (1995), v katerem sta igrala Holly Hunter in Robert Downey, Jr. Leta 1992 je Jodie Foster v Los Angelesu ustanovila produkcijsko podjetje, imenovano Egg Pictures. Dejala je, da nima ambicij producirati »velikih, uspešnih, dobro prodajanih filmov« in da se je že kot otrok bolj zanimala za neodvisne filme kot za tiste bolj priznane. Poleg Richarda Gerea je kot Laurel Sommersby zaigrala v filmu Sommersby. Slednji je njeno igranje komentiral z besedami: »Je zelo vase zaprta igralka, saj so njene misli tako jasne.«
Jodie Foster je leta 1994 zaigrala v dveh filmih. Prvi je bil uspešen film Maverick, drugi pa film Nell – divja ženska, v katerem je igrala kot izolirana ženska, ki razvije lasten jezik, vendar se je prisiljena preseliti nazaj v civilizacijo. Za nastop v tem filmu si je prislužila nominacijo za četrtega oskarja, zlati globus in nagrado MTV Movie Award ter prejela nagradi Screen Actors Guild Award in People's Choice Award. Leta 1997 je poleg Matthewa McConaugheyja zaigrala v znanstveno-fantastičnem filmu Stik, ki je temeljil na romanu znanstvenika Carla Sagana. Upodobila je znanstvenico, ki išče življenje izven Zemlje pri projektu SETI. Glede scenarija je povedala: »Moram imeti določene akutne zveze z materialom. In bilo mi jih je zelo težko najti.« Film Contact je bil njen prvi znanstveno-fantastični film ter hkrati njena prva izkušnja z modrim zaslonom. Glede tega je dejala:
Modre stene, modra streha. Vse je bilo modro, modro, modro. Vrteli so me na vrtečem podstavku in me snemali s kamero, pritrjeno na računalniško roko. Vse skupaj je bilo v bistvu res težko.
Film je doživel velik komercialni uspeh in Jodie Foster prislužil mnogo nominacij za različne nagrade, vključno z nominacijo za zlati globus. Leta 1998 so asteroid 17744 Jodiefoster poimenovali po njej. Leta 1999 je zaigrala v ne-glasbeni različici muzikala Kralj in jaz, naslovljeni kot Ana in kralj, ki je doživela velik mednarodni komercialni uspeh.
Leta 2002 je Jodie Foster prevzela glavno vlogo v trilerju Soba za paniko, potem, ko je Nicole Kidman zavrnila vlogo zaradi poškodbe. V filmu so poleg nje igrali tudi Dwight Yoakam, Forest Whitaker, Kristen Stewart in Jared Leto, režiral pa ga je David Fincher. Že v prvem tednu od izida je zaslužil več kot 30 milijonov $ samo v Združenih državah Amerike in tako postal njen najbolje prodajani film v celi karieri, kar ostaja še danes. Nato je nastopila v francoskem filmu Un long dimanche de fiançailles (Zelo dolga zaroka) (2004), kjer je povsod govorila v tekoči francoščini. Nato se je leta 2005 vrnila k angleškim filmom, saj je posnela triler Pogrešana na letalu, ki je v Združenih državah Amerike nekaj časa ostajal najhitreje prodajani film, kasneje pa je postal tudi svetovna uspešnica. Upodobila je žensko, katere hčerka je izginila na letalu, ki ga je njen lik, inženirka, pomagala narediti.
Leta 2006 je Jodie Foster poleg Denzela Washingtona in Clivea Owena zaigrala v trilerju Spikea Leeja, Insajder, ki je ponovno zaslužil veliko denarja v Združenih državah Amerike in postal svetovna uspešnica. Leta 2007 je zaigrala v filmu Neustrašna, ki ga je režiral Neil Jordan, v njej pa je poleg nje igral tudi Terrence Howard. Triler je kmalu po izidu postal najbolje prodajani film v Združenih državah Amerike tistega tedna. S filmom si je prislužila šesto nominacijo za zlati globus v kategoriji za »naboljšo igralko - Filmska drama« ter še eno nominacijo za nagrado People's Choice Award, tokrat v kategoriji za »najljubšo žensko akcijsko zvezdnico«. Ko je komentirala svoje zadnje vloge, je Jodie Foster dejala, da uživa ob igranju v filmih z žanrom, ki »ima za nekatere pravo srce«.
Leta 2008 je Jodie Foster poleg Gerarda Butlerja in Abigail Breslin zaigrala v filmu Otok male Nim, kjer je upodobila samotarsko pisatejico, ki vzpostavi stik z majhno deklico potem, ko njen oče izgine na morju. To je bila prva komedija, v kateri je igrala Jodie Foster od filma Maverick leta 1994 in je doživela velik komercialni uspeh.

### Trenutni projekti
Jodie Foster bo režirala in igrala poleg Roberta De Nira v filmu Sugarland; kakorkoli že, ustvarjanje filma so prestavili za nedoločen čas, sicer pa so ga nameravali pričeti snemati že leta 2007. Jodie Foster trenutno dela na biografskem filmu o Leni Riefenstahl. Režirala in zaigrala je poleg svojega soigralca iz filma Maverick, Mela Gibsonaa, v črni komediji, naslovljeni kot The Beaver, ki bo izšla aprila 2011.
Jodie Foster je svoj glas posodila liku v tetraloški epizodi animirane televizijske serije Simpsonovi, naslovljeni kot »Four Great Women and a Manicure«.

## Zasebno življenje
Jodie Foster ima dve starejši sestri, Lucindo »Cindy« Foster (roj. 1954) in Constance »Connie« Foster (roj. 1955) ter starejšega brata, Luciusa Fisherja »Buddyja« Foster (roj. 1957). Med snemanjem filmov Taksist in The Little Girl Who Lives Down the Lane je bila Connie njena zamenjava. Buddy Foster je tudi sam nekaj let gradil svojo igralsko kariero, saj se je pojavil v raznih televizijskih serijah, kot sta Hondo in Mayberry, R.F.D.. Jodie Foster in njen brat sta že več let odtujena. Leta 1997 je izdal svojo knjigo, Foster Child, v kateri je napisal: »Vedno sem sumil, da je Jodie homo- ali biseksualna.« V knjigi je napisal, da je bila še tri leta po ločitvi njenih staršev prepričana, da njen oče njeni mami plačuje preživnino zanjo. Trdi tudi, da se je iz »Alicie« preimenovala v »Jodie« zaradi šifre »Jo D« za partnerico njene mame, Josephino Dominguez. Jodie Foster je o knjigi povedala:
Ceneno iskanje pozornosti in denarja, napolnjeno z meglenimi spomini, fantazijami in odlomki, izposojenimi iz raznih časopisov in revij. Buddy v celem življenju ni postoril ničesar, razen to, da je zlomil srce naši materi.
Jodie Foster glede določenih vidikov iz njenega zasebnega življenja precej nerada razpravlja. Eden izmed takih primerov je tudi njena spolna usmerjenost, o kateri so mediji že večkrat ugibali. V svojih najstniških letih je imela Jodie Foster razmerje s svojim soigralcem iz filmov Bugsy Malone in Foxes, Scottom Baiom. To je bilo edino razmerje, ki ga je sploh opredelila.
Jodie Foster ima dva sinova: Charlesa Fosterja (roj. 20. julij 1998) in Christopherja »Kita« Fosterja (roj. 29. september 2001). Oba otroka je rodila sama, vendar ni razkrila identitete očeta/očetov otrok.
Decembra 2007 je Jodie Foster sprožila mnoge govorice, ko se je v zahvalnem govoru ob prejemu nagrade revije Hollywood Reporter, »Women in Entertainment Award«, zahvalila producentki Cydney Bernard, saj jo je označila kot »mojo prečudovito Cydney, ki je ob meni v dobrem in slabem.« Nekateri mediji so menili, da je s tem Jodie Foster končno priznala svojo homoseksualnost in verjeli so, da je v zvezi s Cydney Bernard že od leta 1992, ko sta se spoznali na snmenanju filmaSommersby. Jodie Foster in Cydney Bernard se nista nikoli skupaj pojavljali na premierah ali na podelitvah nagrad, pa tudi nikoli nista pokazali kakršnih koli znamenj naklonjenosti druga drugi. Kakorkoli že, Cydney Bernard se je v javnosti večkrat pojavila z njenimi otroci. 15. maja 2008 so mnogi mediji začeli poročati, da sta se Jodie Foster in Cydney Bernard »razšli«.
Jodie Foster je ateistka in ne sledi »nobeni tradicionalni veri«. Kot je povedala, »zelo spoštujem vse religije« in »veliko časa preživim ob preučevanju verskih tekstov, pa naj gre za vzhodne ali zahode religije.« S svojimi otroci praznuje tako božič kot hanuko. Nekateri viri trdijo, da je Jodie Foster članica Mense, vendar je to ona sama v intervjuju z italijanskim televizijskim programom RAI zanikala.

## Filmografija
| Leto | Naslov                                   | Vloga                                | Opombe |
| ---- | ---------------------------------------- | ------------------------------------ | --- |
| 1968 | Mayberry, R.F.D.                         | Nekaj različnih likov v 2 epizodah   | TV serija |
| 1970 | Adam 12                                  | Mary                                 | TV serija, sezona 3, epizoda 6: »Log 55 Missing Girl« |
| 1970 | Daniel Boone                             | Rachel                               | TV serija, sezona 6, epizoda 24: »Bringing Up Josh« |
| 1970 | Menace on the Mountain                   | Suellen McIver                       | TV |
| 1972 | Kansas City Bomber                       | Rita                                 | |
| 1972 | Napoleon in Samantha                     | Samantha                             | |
| 1972 | My Sister Hank                           | Henrietta »Hank« Bennett             | TV |
| 1972 | The Amazing Chan and the Chan Clan       | Anne Chan (glas)                     | TV serija |
| 1973 | Rookie of the Year                       | Sharon Lee                           | TV |
| 1973 | Alexander, Alexander                     | Sue                                  | TV |
| 1973 | Adamsovi                                 | Pugsley (glas)                       | TV serija |
| 1973 | Kung Fu                                  | Alethea Patricia Ingram              | TV serija |
| 1973 | Tom Sawyer                               | Becky Thatcher                       | |
| 1973 | One Little Indian                        | Martha McIver                        | |
| 1973 | Partridge Family                         | Julie                                | TV serija |
| 1974 | Alice ne živi več tukaj                  | Audrey                               | |
| 1974 | Smile, Jenny, You're Dead                | Liberty Cole                         | TV |
| 1974 | Paper Moon                               | Addie Loggins                        | TV serija |
| 1975 | The Secret Life of T.K. Dearing          | T.K. Dearing                         | TV |
| 1976 | The Little Girl Who Lives Down the Lane  | Rynn Jacobs                          | Saturn Award za najboljšo igralko |
| 1976 | Freaky Friday                            | Annabel Andrews                      | Nominirana — Zlati globus za najboljšo igralko - Filmski muzikal ali komedija |
| 1976 | Bugsy Malone                             | Tallulah                             | BAFTA Award za najboljšo igralko v stranski vlogi (tudi za Taksist) |
| 1976 | Taksist                                  | Iris Steensma                        | BAFTA Award za najboljšo igralko v stranski vlogi (tudi za Bugsy Malone) Kansas City Film Critics Circle Award za najboljšo stransko igralko National Society of Film Critics Award za najboljšo stransko igralko Nominirana — Oskar za najboljšo stransko igralko |
| 1976 | Echoes of a Summer                       | Deirdre Striden                      | Poznan tudi kot The Last Castle |
| 1977 | Candleshoe                               | Casey Brown                          | |
| 1977 | Casotto                                  | Teresina Fedeli                      | Poznan tudi kot Beach House |
| 1977 | Stop Calling Me Baby! (Moi, fleur bleue) | Isabelle Tristan (alias Fleur bleue) | |
| 1980 | Foxes                                    | Jeanie                               | Nominirana — Young Artist Award za najboljšo mlado igralko v večjem filmu |
| 1980 | Carny                                    | Donna                                | |
| 1982 | O'Hara's Wife                            | Barbara O'Hara                       | |
| 1983 | Svengali                                 | Zoe Alexander                        | |
| 1984 | The Blood of Others (Le Sang des autres) | Hélène Bertrand                      | |
| 1984 | The Hotel New Hampshire                  | Frannie Berry                        | |
| 1986 | Mesmerized                               | Victoria Thompson                    | |
| 1987 | Siesta                                   | Nancy                                | |
| 1987 | Five Corners                             | Linda                                | Independent Spirit Award za najboljšo glavno žensko |
| 1988 | Obtožena                                 | Sarah Tobias                         | Oskar za najboljšo igralko David di Donatello Award za najboljšo tujo igralko Zlati globus za najboljšo igralko - Filmska drama (skupaj z Sigourney Weaver za Gorile v megli: Zgodba o Dian Fossey in Shirley MacLaine za Madame Sousatzka) Kansas City Film Critics Circle Award za najboljšo igralko National Board of Review Award za najboljšo igralko Nominirana — BAFTA Award za najboljšo igralko v glavni vlogi |
| 1988 | Stealing Home                            | Katie Chandler                       | |
| 1990 | Na muhi mafije                           | Anne Benton                          | Poznan tudi kot Backtrack |
| 1991 | Mali mož Tate                            | Dede Tate                            | |
| 1991 | Ko jagenjčki obmolknejo                  | Clarice Starling                     | Oskar za najboljšo igralko BAFTA Award za najboljšo igralko v glavni vlogi Chicago Film Critics Association Award za najboljšo igralko Zlati globus za najboljšo igralko - Filmska drama Kansas City Film Critics Circle Award za najboljšo igralko London Film Critics Circle Award za najboljšo igralko New York Film Critics Circle Award za najboljšo igralko Nominirana — Saturn Award za najboljšo igralko        |
| 1992 | Sence in megla                           | Prostitutka                          | |
| 1993 | Sommersby                                | Laurel Sommersby                     | |
| 1994 | Nell – divja ženska                      | Nell Kellty                          | David di Donatello Award za najboljšo tujo igralko Screen Actors Guild Award za izstopajoči nastop ženske igralke v glavni vlogi Southeastern Film Critics Association Award za najboljšo igralko Nominirana — Oskar za najboljšo igralko Nominirana — Chicago Film Critics Association Award za najboljšo igralko Nominirana — Zlati globus za najboljšo igralko - Filmska drama                                       |
| 1994 | Maverick                                 | Ga. Annabelle Bransford              | |
| 1997 | Stik                                     | Dr. Eleanor Arroway                  | Saturn Award za najboljšo igralko Nominirana — Chicago Film Critics Association Award za najboljšo igralko Nominirana — Zlati globus za najboljšo igralko - Filmska drama |
| 1997 | Dosjeji X                                | Betty (glas)                         | TV serija, epizoda »Never Again« |
| 1998 | The Uttmost                              | Ona                                  | Dokumentrani film |
| 1998 | Psycho                                   | Ženska v ozadju                      | |
| 1999 | Anna in kralj                            | Anna Leonowens                       | |
| 2002 | Soba za paniko                           | Meg Altman                           | Nominirana — Saturn Award za najboljšo igralko |
| 2002 | The Dangerous Lives of Altar Boys        | Sister Assumpta                      | |
| 2002 | Tusker                                   | Minnie (glas)                        | Animirani film |
| 2003 | Abby Singer                              | Ona                                  | |
| 2004 | Zelo dolga zaroka                        | Elodie Gordes                        | Un long dimanche de fiançailles |
| 2005 | Pogrešana na letalu                      | Kyle Pratt                           | Nominiana — Saturn Award za najboljšo igralko |
| 2005 | Statler and Waldorf: From the Balcony    | Ona                                  | Gostovalni pojav v epizodi 8 |
| 2006 | Insajder                                 | Madeline White                       | |
| 2007 | Neustrašna                               | Erica Bain                           | Nominirana — Zlati globus za najboljšo igralko - Filmska drama Nominirana — Irish Film Award za najboljšo mednarodno igralko Nominirana — St. Louis Gateway Film Critics Association Award za najboljšo igralko |
| 2008 | Otok male Nim                            | Alexandra Rover                      | |
| 2009 | Simpsonovi                               | Maggie Simpson                       | TV serija, epizoda: »Four Great Women and a Manicure« (glas) |
| 2011 | The Beaver                               | Meredith Black                       | |

| Leto | Naslov                         | Opombe                  |
| ---- | ------------------------------ | ----------------------- |
| 1986 | Mesmerized                     | Ko-producentka          |
| 1994 | Nell – divja ženska            |                         |
| 1995 | Home for the Holidays          |                         |
| 1998 | The Baby Dance                 | TV, izvršna producentka |
| 2000 | Waking the Dead                | Izvršna producentka     |
| 2002 | Nevarno življenje ministrantov |                         |
| 2007 | Neustrašna                     | Izvršna producentka     |

| Leto | Naslov                  | Opombe                              |
| ---- | ----------------------- | ----------------------------------- |
| 1988 | Tales from the Darkside | (1 epizoda, »Do Not Open This Box«) |
| 1991 | Mali mož Tate           |                                     |
| 1995 | Home for the Holidays   |                                     |
| 2011 | The Beaver              |                                     |